# 亚甲基环丙烯
亚甲基环丙烯（英語：methylenecyclopropene），也称为3-亚甲基环丙烯，3-Methylenecyclopropene，或三富烯，triafulvene，是一种分子式为C4H4的烃类化合物。是一种无色气体，但很容易发生聚合反应成为液体。这种反应性的分子是1984年首次合成和表征的，有相当的实验和理论意义。